# Oka (Angara)
Pour les articles homonymes, voir Oka.
Ne pas confondre avec la rivière Oka en Russie européenne.
L'Oka (en russe : Ока́, en bouriate : Аха́) est une rivière de Russie qui coule en Bouriatie et dans l'oblast d'Irkoutsk, en Sibérie. C'est un affluent de la rive gauche de l'Angara, donc un sous-affluent de l'Ienisseï.

## Géographie
La rivière est longue de 630 km.Son bassin versant est de 34 000 km2, surface un peu plus vaste que celle de la Belgique.
Son module moyen annuel est de 274 m3/s.
L'Oka prend sa source en Bouriatie, sur le flanc nord du massif du Mounkou Sardyk (en russe : Мунку-Сардык), point culminant des monts Saïan orientaux (3 492 mètres), à proximité de la frontière mongole. La rivière traverse la république de Bouriatie et l'oblast d'Irkoutsk, et finit par se jeter dans l'Angara en rive gauche, au niveau du réservoir de Bratsk.

## Affluents
- la Tissa (rive gauche)
- la Tagna (rive droite)
- la Zima (rive gauche)

## Hydrométrie - Les débits mensuels à Oust-Kada
Le débit de l'Oka a été observé pendant 29 ans (durant la période 1962-1990) à Oust-Kada, localité située à 36 kilomètres en amont de son débouché dans le réservoir de Bratsk, situé sur l'Angara.
Le débit inter annuel moyen ou module observé à Oust-Kada durant cette période était de 270 m3/s pour une surface de drainage de 33 400 km2, soit plus ou moins 98 % du bassin versant de la rivière qui en compte 34 000. La lame d'eau écoulée dans ce bassin se monte de ce fait à 255 millimètres par an, ce qui peut être considéré comme moyennement élevé, et correspond aux mesures effectuées sur d'autres cours d'eau de la région issus des monts Saïan orientaux.
Rivière alimentée en majeure partie par les pluies d'été-automne, l'Oka est un cours d'eau de régime pluvial.
Les hautes eaux se déroulent en été, de juin à août, ce qui correspond au maximum pluviométrique de l'année. Dès le mois de septembre, le débit baisse rapidement, et cette baisse se poursuit jusqu'à la fin de l'automne. Ceci mène à la saison des basses eaux. Celle-ci a lieu de novembre-décembre à mars inclus et correspond aux gels de l'hiver qui s'abattent sur toute la Sibérie.
Le débit moyen mensuel observé en mars (minimum d'étiage) est de 32,7 m3/s, soit quelque 4,5 % du débit moyen du mois de juillet, maximum de l'année (700 m3/s), ce qui montre l'amplitude assez importante des variations saisonnières. Sur la durée d'observation de 29 ans, le débit mensuel minimal a été de 19,1 m3/s en février 1976, tandis que le débit mensuel maximal s'élevait à 1 110 m3/s en juin 1973.
En considérant la seule période libre de glaces (de mai à septembre inclus), le débit mensuel minimal observé a été de 228 m3/s en septembre 1977, ce qui restait fort abondant.